# Lactobacillus casei
Lactobacillus casei is een bacteriesoort behorende tot het geslacht Lactobacillus en valt onder de melkzuurbacteriën.
Het is een gram-positieve facultatief anaerobe staafvormige bacterie, met een optimale groeitemperatuur tussen de 30 °C en 37 °C.
L. casei komt van nature voor in de mond en dunne darm, en in mindere mate in de dikke darm en de vagina van zoogdieren.
De juiste indeling en taxonomische positie van L. casei en ondersoorten is de laatste decennia aan vele veranderingen onderhevig geweest.
L. casei is een van de meest toegepaste bacteriesoorten als probioticum. Op de Nederlandse markt is L. casei aanwezig in de producten Yakult (stam Shirota) en Actimel (stam Defensis, vroeger ook Immunitass genoemd, officiële stamaanduiding DN-114 001) en diverse andere producten.

## Referentie
1. ↑  (en)  List of Prokaryotic names with Standing in Nomenclature - Genus Lactobacillus